# Xã Union, Quận Madison, Ohio
Xã Union (tiếng Anh: Union Township) là một xã thuộc quận Madison, tiểu bang Ohio, Hoa Kỳ. Năm 2010, dân số của xã này là 6.246 người.